# 毛贻贝
，是贻贝目壳菜蛤科Trichomya的一种。主要分布于新加坡、中国大陆、台湾，常栖息在浅海珊瑚礁、岩石底、潮间带。